# Chlístov (Boêmia Central)
Chlístov é uma comuna checa localizada na região da Boêmia Central, distrito de Benešov.